# جشنواره فانتزی
جشنواره فانتزی (به چکی: Festival fantazie) بزرگترین جشنواره فیلم خیال‌پردازی و علمی-تخیلی در جمهوری چک و یکی از بزرگ‌ترین جشنواره‌های این ژانر در اروپای مرکزی و شرقی است. این جشنواره از سال ۱۹۹۶ هر ساله در ماه ژوئن و ژوئیه در شهر کوچک چوتِبور برگزار شده‌است. جشنواره کوچکتر ویژه فانتزی نیز در اکتبر برگزار می‌شود.
جشنواره فانتزی در سال ۲۰۰۷ میزبان ۲۱۳۵ نفر بازدیدکننده بوده که به‌طور میانگین برای ۵ روز اقامت داشته‌اند. جشنواره ویژه فانتزی نیز در پاییز همان سال، پذیرای ۶۴۰ نفر بوده‌است.